# 71 Aquilae
l Aquilae
Ne doit pas être confondu avec λ (Lambda) Aquilae, ni avec i Aquilae.
Désignations
71 Aquilae (en abrégé 71 Aql) est une étoile binaire de la constellation de l'Aigle, située à la limite avec la constellation du Verseau. Elle porte également la désignation de Bayer l Aquilae. Sa magnitude apparente vaut +4,33, ce qui la rend visible à l'œil nu. En astronomie chinoise, elle fait partie de l'astérisme Lizhu, représentant des perles brillantes.

## Environnement stellaire
Le système de 71 Aquilae présente une parallaxe annuelle de 9,67 ± 0,75 mas mesurée par le satellite Hipparcos, ce qui équivaut à une distance physique de 340 ± 30 a.l. (∼ 104 pc) de la Terre. À cette distance, la luminosité du système est diminuée de 0,065 en magnitude visuelle en raison de l'extinction créée par la poussière interstellaire présente sur le trajet de la lumière.
71 Aquilae possède un compagnon recensé dans les catalogues d'étoiles doubles et multiples. Désigné 71 Aquilae B, il s'agit d'une étoile de douzième magnitude. En date de 2013, elle était située à une distance angulaire de 35,8 secondes d'arc et à un angle de position de 285° de 71 Aql A. Mais cette étoile se déplace trop rapidement et il s'agit donc d'un compagnon purement optique qui apparaît proche par coïncidence.

## Propriétés
71 Aquilae est une étoile binaire spectroscopique où la présence d'un compagnon en orbite est révélée par le déplacement des raies spectrales de l'étoile par effet Doppler. L'étoile visible est une géante jaune de type spectral G7,5IIIa. Sa température de surface est de 5 060 K. L'étoile secondaire suit une orbite circulaire avec une période de 205,2 jours.